# Langenhorn (Hamburg)
Langenhorn, Hamburg-Langenhorn — dzielnica miasta Hamburg w Niemczech, w okręgu administracyjnym Hamburg-Nord. Od 1 stycznia 1913 w granicach miasta.
W dzielnicy ma swoją siedzibę niemiecka centrala francuskiej firmy Europcar.